# Yichang
Yichang (chinês simplificado: 宜昌) é uma prefeitura com nível de cidade na província de Hubei, na China. é uma cidade localizada na província de Hubei, na China. Yichang tinha uma população de 3,92 milhões de pessoas no censo de 2022 tornando-se a terceira cidade mais populosa de Hubei. A cidade é famosa pelas Três Gargantas, a Barragem das Três Gargantas e a Barragem de Gezhouba, todas as três localizadas no distrito de Yiling, um dos distritos da cidade.

## História
Nos tempos antigos, Yichang era conhecido como Yiling. Em 278 a.C., durante o período dos Reinos Combatentes, o general Qin Bai Qi incendiou Yiling.  Em 222 d.C., Yichang também foi o local da Batalha de Yiling durante o Período dos Três Reinos.
Sob o imperador Qing Guangxu, Yichang foi aberta ao comércio exterior como um porto comercial depois que os Qing e a Grã-Bretanha concordaram com a Convenção de Chefoo, que foi assinada por Sir Thomas Wade e Hongzhang em Chefoo em 21 de agosto de 1876.  O governo imperial montou uma empresa de navegação lá e começou a construir instalações. Desde 1949, mais de 50 cais, com um comprimento total combinado de mais de 15 quilômetros (9,3 milhas), foram construídos no porto.
Durante a Segunda Guerra Sino-Japonesa, Yichang foi um depósito de suprimentos primário para o exército chinês defensor. Em outubro de 1938, quando os japoneses subiram o rio Yangtze em direção à cidade estratégica de Chongqing, ficou claro que Yichang precisava ser evacuada. Em 40 dias, sob a direção do empresário Lu Zuofu, mais de 100 000 toneladas de equipamentos e 30 000 funcionários foram transportados rio acima por navio a vapor ou por carregadores puxando embarcações menores pelas corredeiras das Três Gargantas até Chongqing.
Em 1940, a Batalha de Zaoyang-Yichang ocorreu na área.